# 입자 검출기

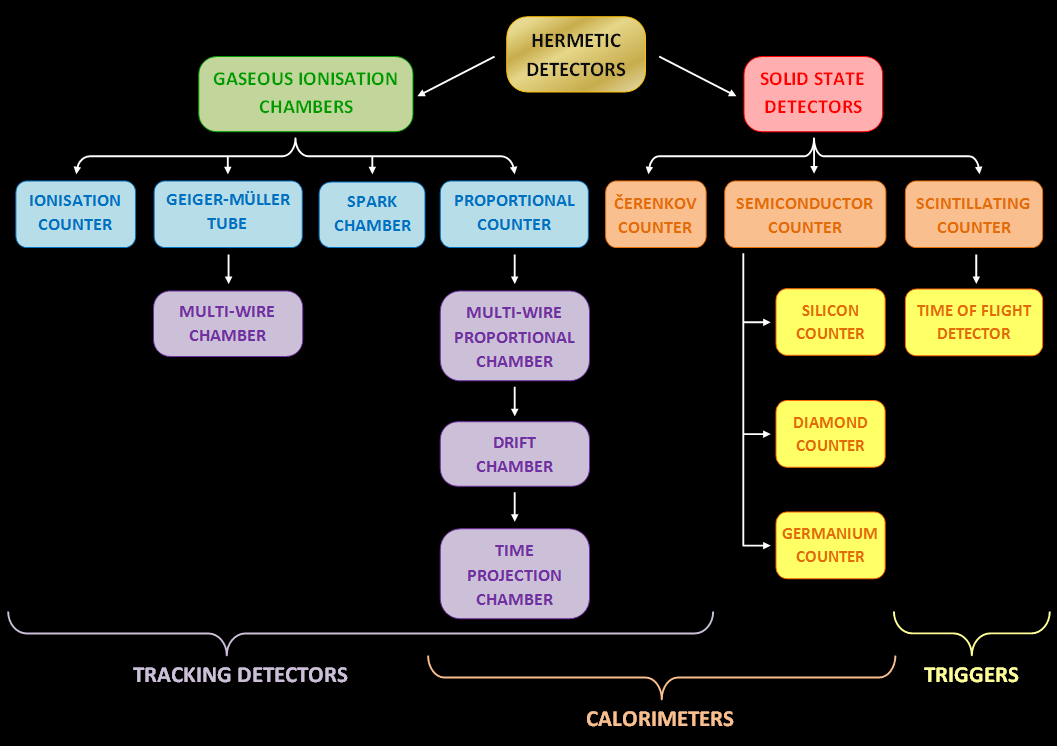
입자 검출기 유형 요약

입자 검출기(Particle detector)는 실험 및 응용 입자물리학, 핵물리학 및 원자력공학에서 방사선 검출기로도 알려진 것으로, 핵 붕괴, 우주에서 생성되는 것과 같은 이온화 입자를 검출, 추적 및 식별하는 데 사용되는 장치이다. 이 검출기는 단순히 입자의 존재를 등록하는 것 외에도 입자 에너지 및 운동량, 스핀, 전하, 입자 유형과 같은 기타 속성을 측정할 수 있다.

## 같이 보기
- 입자 목록